# Tessère de Magu
Magu Tessera
Pour les articles homonymes, voir Magu.
La tessère de Magu (désignation internationale : Magu Tessera) est un terrain polygonal situé sur Vénus dans le quadrangle de Mylitta Fluctus. Il a été nommé en référence à Magu, déesse chinoise de l’immortalité.